# Odon Godart
Pour les articles homonymes, voir Godart.
Odon Godart, né le 21 août 1913 à Farciennes (Belgique) et mort le 18 avril 1996 à Bousval (Belgique), est un météorologue et astronome belge. Formé en mathématiques et en astronomie avant la Seconde Guerre mondiale, il s'enrôle du côté allié après la défaite belge de mai 1940. Il se spécialise en météorologie durant la guerre et participe au débarquement de Normandie. Il devient directeur du service météorologique réorganisé de l'armée de l'air belge, puis retourne comme professeur d'astronomie en 1959. On lui doit cent quatre-vingts publications d'articles, de séminaires, de cours et de conférences en météorologie, astronomie et autres sujets scientifiques.

## Biographie

### Études
Après ses études primaires et ses humanités gréco-latines au Collège du Sacré-Cœur des jésuites de Charleroi, il obtient sa Licence en sciences mathématiques à l’Université catholique de Louvain en 1935. Il devient alors assistant du chanoine Georges Lemaître (devenu Monseigneur en 1960), célèbre professeur à l’origine de la théorie du Big Bang sur l’expansion de l’Univers. Il part ensuite aux États-Unis en 1938 pour faire des recherches sur les rayons cosmiques à l’Observatoire de Harvard et au MIT (Massachusetts Institute of Technology). Lors d’un voyage à Hollywood, où il rencontre Paulette Goddard, l’actrice des « Temps modernes » avec Charlie Chaplin, il apprend la déclaration de guerre en Europe.

### Seconde Guerre mondiale
Il décide alors de rentrer en Europe, et s’embarque sur un bateau de pêcheurs ostendais, qui, apprenant la capitulation de la Belgique, retourne à Boston. Il s’engage alors dans l’armée canadienne et après plusieurs péripéties, dont une attaque de sous-marins, il arrive en Angleterre. Après de nouvelles et nombreuses péripéties, il est finalement versé au service météorologique de l’armée anglaise et il effectue des sondages au-dessus de la mer du Nord. En 1943, il participe comme navigateur à des bombardements sur l’Allemagne, lors du retour d’un bombardement sur la Ruhr, le Stirling est touché et s’écrase à l’atterrissage. Gravement blessé et seul survivant, il passe trois mois à l’hôpital où il se perfectionne en météorologie.
Il est ensuite versé au Bomber Command, organisation chargée des bombardements, où il travaille à améliorer les prévisions météorologiques. Il écrit un manuscrit « De l'introduction et de l'emploi des coordonnées isobariques comme surface de coordonnées en météorologie et sur ses conséquences isobariques ». Cette idée est d'abord mal accueillie par son supérieur, R.C. Sutcliffe, mais son utilité sera rapidement reconnue. Ce concept permet d'utiliser la pression pour les analyses et non l'altitude, ce qui simplifie les équations du comportement de l'atmosphère et sera utilisé plus tard dans la prévision numérique du temps.
Les préparatifs du débarquement de Normandie battent leur plein, mais pour en fixer la date (du jour J) il faut également que les conditions atmosphériques soient optimales. Le général Eisenhower demande que l’on prévoie le temps avec deux semaines d’avance, une tâche pratiquement impossible à l'époque. Il y avait trois groupes de météorologistes : Royal Navy, Met Office et USAAF, qui travaillaient indépendamment, adressant leur rapport à James Stagg, chef prévisionniste au quartier-général, pour fournir des conseils au général Eisenhower sur sa planification de l'Opération Overlord,. Originellement, le Jour J devait être lancé le 5 juin 1944, mais le mauvais temps semblait se prolonger plusieurs jours autour de cette date, et le 19, prochain jour avec une marée favorable, avait été suggéré comme changement au plan initial. À 4 h 30 le matin du 4 juin, la prévision fournie par les trois groupes de météorologistes, dont Godart faisait partie, a contribué de manière significative à la décision d'Eisenhower de remettre le débarquement au 6 juin. En effet, chacune des trois équipes avait prévu une accalmie le 6 juin.

### Après-guerre
Odon Godart débarque un peu plus tard en Normandie et il est chargé de réorganiser le service météorologique de l'armée de l'air en Belgique, dont il devient directeur. Il trouve enfin le temps de se marier en 1950 et 5 enfants viennent vite agrandir la famille. En 1959, il devient professeur à l’Université de Louvain où il enseigne l’astronomie jusqu’à son éméritat en 1983. Il publie bon nombre d'articles en astronomie, en cosmologie, sur Lemaître et quelques autres sujets .
Il a été président de la Société royale belge d'astronomie, de météorologie et de physique du Globe.

## Astronomie
C'est Odon Godart qui annonça le 16 juin 1966 à son ancien collègue Georges Lemaître, alors sur son lit de mort (il décédera le 20 juin 1966), la découverte du fond diffus cosmologique par Arno Penzias et Robert Wilson. Cet « écho disparu de la formation des mondes », comme Lemaître l'avait poétiquement appelé, confirmait le scénario cosmologique du Big Bang, dont Lemaître avait été l'un des premiers artisans dans les années 1920-1930.

L'astéroïde (7043) Godart (1934 RB) a été nommé en l’honneur de Odon Godart.